# Харкове (Прилуцький район)
Харкове́ — село в Чернігівській області України, входить до складу Талалаївської селищної громади. За адміністративним поділом до липня 2020 року село входило до Талалаївського району, а після укрупнення районів входить до Прилуцького району. Розташоване за 15 км від залізничної станції Талалаївки. Населення — 379 осіб, площа — 0,547 км².
Поблизу села є кургани II—I тисячолітть до н. е.

## Історія
На мапі 1869 року є як хутір без назви
Село вперше згадується під 1886 роком. На той час воно входило до складу Березівської волості 2-го стану Прилуцького повіту Полтавської губернії. В селі було 12 дворів селян-власників, 13 хат, 71 житель.
Станом на 1910 рік в селі налічувалось 45 господарств, з них козаків — 24, селян — 21, налічувалось 362 жителя, у тому числі 1 тесляр, 1 коваль, 10 ткачів, 11 поденників, 19 займалися іншими неземлеробськими заняттями, все інше доросле населення займалося землеробством. В селі було 409 десятин придатної землі.

### В складі СРСР
Під час утворення округів у 1923 році село відійшло до Роменськоі округи УСРР.
| Пам’ятник на братській могилі льотчиків |
| Стела на честь загиблих односельчан     |

1962 року в селі встановлено надгробок на могилі двох радянських льотчиків, які загинули у 1941 році при обороні села; 1967 року — пам'ятний знак у пам'ять про воїнів-односельців, які загинули на фронтах німецько-радянської війни.
В селі знаходилася центральна садиба радгоспу імені XXIII з'їзду КПРС. Працювали відділення зв'язку, АТС, середня школа, фельдшерсько-акушерський пункт, будинок культури, бібліотека.
Станом на 1988 рік в селі проживало 344 мешканця.

### В складі України
З 1991 року село у складі України. У 1996 році в селі було 140 дворів, 384 жителя. У селі діє Харківська загальноосвітня школа. 
2004 року біля школи, ліворуч від входу, встановлено пам'ятник Тарасу Григоровичу Шевченку (автор — скульптор Микола Марченко)
До 2020 року було центром сільської ради.

## Люди
В селі народилися:
- Дрозденко Василь Іванович (1924—1982) — державний діяч УРСР, Надзвичайний і повноважний посол СРСР в Румунії.
- Марченко Микола Дмитрович (1943—2018) — скульптор.
- Науменко Іван Панасович (1918—1986) — Герой Радянського Союзу.

В селі похований Кунденко Володимир Іванович (1980—2014) — сержант Збройних сил України, учасник російсько-української війни.